# Anders Wijkman
Pour les articles homonymes, voir Wijkman.
Anders Ivar Sven Wijkman (né le 30 septembre 1944 à Stockholm) est un homme politique suédois, membre du Parlement européen de 1999 à 2009. Il s'est distingué au cours de son mandat d'eurodéputé pour ses engagements en faveur des causes écologistes et humanitaires.

## Biographie
Anders Wijkman est membre du parti démocrate-chrétien suédois et du Parti populaire européen.
Il siège à la Commission de l’environnement, de la santé publique et de la sécurité alimentaire du Parlement européen. Il est aussi suppléant pour la Commission du développement, délégué à l'Assemblée parlementaire paritaire et suppléant de la délégation pour les relations avec les États-Unis.
Anders Wijkman a été membre du parlement suédois, secrétaire du la croix-rouge suédoise et président de la commission de la croix-rouge international pour l'aide en cas de catastrophe. Il est aussi coprésident du Club de Rome et de la Tällber Fondation, membre de l'Académie royale des sciences de Suède. Il est également conseiller pour le conseil pour l'avenir du monde.